# 9 pr. n. št.
9 pr. n. št. je bilo po julijanskem koledarju navadno leto, ki se je začelo na sredo, četrtek ali petek oz. prestopno leto, ki se je začelo na četrtek (različni viri navajajo različne podatke). Po proleptičnem julijanskem koledarju je bilo prestopno leto, ki se je začelo na ponedeljek.
V rimskem svetu je bilo znano kot leto konzulstva Druza in Krispina, pa tudi kot leto 745 ab urbe condita.
Oznaka 9 pr. Kr. oz. 9 AC (Ante Christum, »pred Kristusom«), zdaj posodobljeno v 9 pr. n. št., se uporablja od srednjega veka, ko se je uveljavilo številčenje po sistemu Anno Domini.

## Dogodki
- Rimsko cesarstvo dokončno podjarmi Panonijo in jo priključi provinci Ilirik.
- rimska vojska pod vodstvom Druza zasede Germanijo do reke Labe.
- po Druzovi smrti nadaljuje s kampanjo v Germaniji Tiberij.

## Rojstva
- Ping, kitajski cesar († 6)

## Smrti
- Neron Klavdij Druz, rimski politik in vojskovodja (* 38 pr. n. št.)